# 白再榮
白再荣（？—951年1月2日），五代十国后唐、后晋、后汉将领，本是蕃部人。
白再荣年轻时从军为军卒，后唐、后晋之间，为护圣左厢指挥使。后晋末年，契丹入汴京，次年，耶律德光北去，白再荣跟随契丹北归至镇州。其年闰七月三十日，李筠、何福進一起杀死驱逐契丹主帅耶律麻荅，李筠等派人召白再荣。白再荣端坐本营，久久迟疑。被军吏所逼，才去。第二天，耶律麻荅逃走，李筠请馮道领节度，冯道说：“我就主持奏事，留后应当让功臣担任。”诸军以白再荣名次在诸校之上，于是请权知留后事。白再荣出身行伍，贪而无谋，举止多疑。奉国厢主王饒害怕被白再荣所并，于是据守东门楼，率兵自卫，假称足疾，不敢见白再荣。司天监赵延乂从中来往解释。李崧、和凝等宰相随契丹留在镇州，白再荣令军士数百人逼他们给钱，李崧、和凝各出家财给他们。白再荣又想要杀害李崧取其财物，前磁州刺史李穀对他说：“白公与诸将都被契丹所掳，凌辱万端，旦夕忧死。现在群力逐奏蕃戎，镇民身死不下三千人，岂只是白公等人的功劳。刚获生路，便要杀一宰相，这是契丹尚且不为的事情。他日回京，天子问宰相何在，怎么回答？”白再荣默然，不再行动。白再荣又想要搜刮在城居民家财，以给军士，又被李穀劝解。他把事奉麻荅的汉人拘押起来，索要其财产。刘知远以白再荣为镇州留后，为政贪虐，镇州人说他是“白麻荅”。不久，改授滑州义成军节度使，搜刮德民不聊生，于是征还京师。乾祐三年，郭威率兵入京师，十一月二十二乙酉日，军士攻打白再荣宅第，胁迫白再荣，抢光财物，然后上前说：“我们从前曾在白公手下奔走，今日无礼到这个地步，还有什么脸面再见。”于是割下白再荣的头而离开。后来家人用帛将人头赎回来安葬了。